# الشميطية
الشميطية هي بلدة سورية تقع على الضفة اليمنى لنهر الفرات، وتتبع ناحية التبني بمحافظة دير الزور. تنقسم البلدة إلى قسمين: الشميطية الغربية والشميطية الشرقية وتبعد عن دير الزور نحو 20 كيلو متر من جهة الغرب على طريق طريق دير الزور - الرقة - حلب ويقدر عدد سكانها أكثر من 22000 وذلك نهاية 2014 نسمة، سكانه من قبيلة البوسرايا القرية تعتبر متطورة نسبياً. افتتح في الشميطية أول مدرسة ابتدائية عام 1936، وأول مدرسة إعدادية هي مدرسة الشهيد حمود خزام. كما افتتح في الشميطية أول ثانوية صناعية.
تعد الجمعية الفلاحية في بلدة الشميطية من أنجح الجمعيات على مستوى سوريا وتمتاز الشميطية بمنتجاتها الزراعية من قمح وقطن وخضروات وتعتبر الشميطية رائدة فيها.
تقدر الأرض الزراعية الصالحة للزراعة بحوالي 35000 دونم وتقدر مساحة الشميطية بحوالي 10 كم× 5 كم
تمتاز الشميطية بالثروة الغنمية والبقرية إذ تقدر عدد الرؤوس بمئات آلاف منها.